# (8892) Kakogawa
(8892) Kakogawa est un astéroïde de la ceinture principale.

## Description
(8892) Kakogawa est un astéroïde de la ceinture principale. Il fut découvert le 11 septembre 1994 à Minami-Oda par Matsuo Sugano et Toshirō Nomura. Il présente une orbite caractérisée par un demi-grand axe de 3,09 UA, une excentricité de 0,20 et une inclinaison de 1,1° par rapport à l'écliptique.

## Compléments